# Václav Fischer (textař)
Václav Fischer (6. února 1926 Praha – 15. července 2013) byl český textař a spisovatel.

## Život
Narodil se v rodině Fischerů, do které patří mj. textař Ivo Fischer – bratranec, Jan F. Fischer – hudební skladatel či Daniela Fischerová – spisovatelka. Mládí prožil v Libčicích nad Vltavou. Otec Ing. Václav Fischer byl stavební inženýr, podnikatel a spolumajitel cihelny a stavitel továrních komínů v Čechách i v zahraničí. Matka Libuše roz. Ždímalová byla zpěvačka a violoncellistka. Václav Fischer měl 3 sestry. Byl členem Sokola. Už od mládí byl pohybově nadaný a do svých 40 let aktivně sportoval (lehká atletika, hokej, odbíjená). V roce 1945 maturoval v Kralupech nad Vltavou.
Od roku 1943 byl Václav Fischer členem odbojové skupiny Zpravodajská brigáda, orientované na Londýn. Brzy po válce byl za svou odbojovou činnost vyznamenán, po roce 1948 za ni byl trestán. Po revoluci studoval na Filosofické fakultě UK v Praze (obor tělesná výchova, filosofie, estetika). V roce 1945 vstoupil do KSČ, inspirován Wolkerem, Horou, Vančurou, Nezvalem. Po únoru 1948 však z KSČ vystoupil, když měl podepsat vyloučení svých kamarádů ze školy. Brzy nato byl v lednu 1949 vyloučen ze všech vysokých škol a byly mu odebrány oba indexy. Po vyloučení pracoval jako dělník v cihelně a šroubárně v Libčicích. V říjnu 1949 nastoupil prezenční službu a po několika týdnech byl převelen k Pomocnému technickému praporu (PTP), kde sloužil dva roky (pískovna, lom, stavebnictví, výroba stavebních dílců). Koncem října byl propuštěn z PTP pod podmínkou nástupu do rudného dolu v Bohumíně na dobu jednoho roku. Poté pracoval jako správce stadionu v Náchodě a učitel tělesné výchovy v Kolíně (1953–1957), kde se oženil s Barborou Krumlovou, s níž měl dvě děti, syna Borka a dceru Markétu Mališovou. V letech 1957–1970 pracoval jako horník a později tavič v Kovohutích Mníšek. Po roce 1968 byl označen za kontrarevolucionáře, v roce 1970 byl propuštěn i z Kovohutí Mníšek a byl odkázán na to, živit svoji rodinu literární tvorbou. Od té doby se věnoval svobodnému povolání. V roce 1975 odešel do invalidního důchodu a žil pak se svoji rodinou trvale v Praze.

## Dílo
Literárně začal tvořit v 60. letech. Věnoval se souběžně textařské práci pro populární hudbu a literatuře pro děti. Nejvíce textů napsal mezi léty 1960 až 1975. Rozhlasové stanice Praha, Plzeň, Hradec Králové, Brno a Ostrava natočily zhruba 200 písní s jeho texty. Na singlech gramodesek jich vyšlo asi 60, některé jsou součástí LP desek. Spolupracoval s orchestrem Karla Vlacha, s TOČRem, orchestrem Gustava Broma, Studiem Brno a Ostrava a se zpěváky Milanem Chladilem, Karlem Hálou, Waldemarem Matuškou, Evou Pilarovou, Yvettou Simonovou, Marií Rottrovou, Jaromírem Mayerem, Hanou Zagorovou, Jitkou Zelenkovou, Jiřím Kornem a dalšími. Získal mnohá ocenění (Bratislavská lyra, Děčínská kotva, Písničky pro hvězdu, Dětská nota aj.).
Je například autorem textů písní:
- U Kokořína (z filmu Hoří, má panenko režiséra Miloše Formana, zpěv Milan Chladil a Jaromír Mayer, hraje orchestr Karla Vlacha).
- Buď si jen větrem (zpívá Eva Pilarová, hraje orchestr Karla Vlacha, nahrál Supraphon 1964)
- Bezvadný večer (zpívá Eva Pilarová, hraje orchestr Karla Vlacha, nahrál Supraphon 1966)
- Ta smůla (zpívá Helena Vondráčková, hudba Ivan Kotrč, hraje orchestr Karla Vlacha, nahrál Supraphon 1967)
- A nic dál (zpívá Věra Špinarová, hudba Petr Janda, 1973)
- Stůj noho posvátná (zpívá Věra Špinarová, hudba Petr Janda, 1973)
- Babí léto (zpívá Ivetta Simonová a Milan Chladil, hraje orchestr Karla Vlacha, nahrál Supraphon 1974)
- Chraňte si lásku (zpívá Ivetta Simonová a Milan Chladil, hraje orchestr Karla Vlacha, nahrál Supraphon 1976)
- Co tě napadá (zpívá Jiří Korn, album LP 1, 1971)
- Ještě chvíli (zpívá Marie Rottrová, hudba Petr Janda, hraje orchestr Karla Vlacha, nahrál Supraphon 1971)

Pro kapelu Olympic napsal texty k písním: Karneval, Stará láhev a Harém (album Olympic 4, 1973), Nebe nad hlavou (album Olympic 12 nej, 1976), Heaven Overhead (Nebe nad hlavou), It's High Time (Už je čas), Highway (Harém) (album Overhead, 1978), Hedy (Singly III, 1997), Co tě napadá, Kroky, Prý, Nebe nad hlavou, Už je čas, Samá voda, přihořívá (Singly IV, 1997), Čí je to bál?, Kam, kam, vážená (Olympic 50-Hity, singly, rarity, 2012).

### Verše a texty pro děti
Od roku 1975 bylo hlavním těžištěm tvorby Václava Fischera psaní textů pro dětské, ženské, smíšené a mužské sbory. Na jeho verše je zhudebněno více než 130 cyklů sborů a více než 200 textů k písním s autory Janem Hanušem, Klementem Slavickým, Václavem Trojanem, Zdeňkem Lukášem, Otmarem Máchou, J. F. Fischerem, Miroslavem Raichlem, Petrem Ebenem, Věroslavem Neumannem, Jindřichem Feldem, Lubošem Slukou, Iljou Hurníkem, Ivanou Loudovou, Ivanem Kurzem, Ivo Bláhou, Pavlem Jeřábkem, Otou Kvěchem, Jiřím Temlem, Jiřím Gemrotem, Pavlem Jurkovičem, Ivanem Hrušovským, Emilem Hradeckým aj. Václav Fischer spolupracoval nejen s předními pražskými sbory, ale i s mnoha sbory z celé republiky. Jeho cykly se hrají v zahraničí. Této tvůrčí činnosti se věnoval až do pozdního věku. Spolu se skladatelem Iljou Hurníkem je Václav Fischer například autorem knihy Od housliček po buben.

### Literární dílo
Literární dílo Václava Fischera zahrnuje 22 knižních titulů ilustrovaných předními českými výtvarníky, jako např. Radkem Pilařem, Karlem Frantou (též narozeným v Libčicích nad Vltavou), Milošem Nollem, Josefem Palečkem, Janou Sigmundovou a dalšími. Poezie Václava Fischera je hravá, vtipná a zároveň rozvíjí dětské dovednosti. Několik knih doprovází gramodesky, z nichž nejznámější je kniha textů a cvičení Elce Pelce Kotrmelce s hudbou Petra Ebena. Realizoval řadu leporel a doprovodných veršů k omalovánkám, obtiskům nebo vystřihovánkám. Příležitostně publikoval v časopisech Sluníčko, Mateřídouška, Ohníček, Pastelka a Květy. Dlouhodobě spolupracoval s hudebním vysíláním pro děti a mládež Českého rozhlasu v Praze a s Českou televizí.